# Alfredo Romagnoli
Alfredo Romagnoli (Pescara, 1914 – ...) è stato un calciatore italiano, di ruolo difensore.

## Biografia
Suo fratello minore Italo era a sua volta un calciatore professionista, che ha giocato in varie squadre di Serie A e Serie B; i due fratelli in 2 stagioni ad inizio carriera sono anche stati compagni di squadra nel Pescara.

## Carriera
Dal 1932 al 1935 gioca nel Pescara, per poi passare a L'Aquila nel 1935: con la formazione del capoluogo abruzzese nella stagione 1935-1936 esordisce in Serie B, campionato nel quale segna un gol in 17 presenze. Rimane in rosa anche nella stagione 1936-1937, nella quale la stagione del club abruzzese è fortemente influenzata dall'incidente ferroviario di Contigliano; in questa stagione, terminata con la retrocessione in Serie C, Romagnoli gioca una sola partita nel campionato cadetto. Romagnoli rimane in squadra anche dopo la retrocessione: nella stagione 1937-1938 fa parte della rosa che termina al secondo posto in classifica il proprio girone del campionato di Serie C, sfiorando il ritorno in seconda divisione. Resta in rossoblu per altre 3 stagioni consecutive (la 1938-1939, la 1939-1940 e la 1940-1941) per poi lasciare la squadra dopo 6 stagioni consecutive e fare ritorno a Pescara nella nuova SS Pescara.
Con i biancazzurri, neopromossi in Serie B, nella stagione 1941-1942 e nella stagione 1942-1943 gioca stabilmente da titolare nel campionato cadetto: nella prima di queste due stagioni gioca infatti tutte e 34 le partite di campionato (che la squadra chiude al terzo posto in classifica, mancando per un punto la promozione in Serie A), segnandovi anche 3 gol; nella seconda disputa altre 29 partite (su 32 totali in programma nel campionato) e segna 4 reti. Anche durante l'interruzione dei campionati dovuta alla Seconda guerra mondiale rimane tesserato dal Pescara, con cui gioca e vince il Torneo misto abruzzese 1944-1945.
Torna a vestire la maglia biancazzurra nella stagione 1946-1947, nella quale gioca 28 partite nel campionato di Serie B; viene riconfermato anche per la stagione 1947-1948, nella quale disputa altri 20 incontri nella serie cadetta.
In carriera ha giocato complessivamente 125 partite in Serie B, nelle quali ha segnato 8 reti.

## Palmarès

### Club

#### Competizioni regionali
- Torneo misto abruzzese: 1

Pescara: 1944-1945